# David Gale
David Gale est un mathématicien et économiste américain né le 13 décembre 1921 à New York et décédé le 7 mars 2008 à Berkeley. Il est professeur émérite à l'université de Californie à Berkeley. Il est connu pour son article commun avec Lloyd Shapley sur l'équilibre d'un modèle d'appariement optimal et l'application au problème de l'admission à l'université et de la formation des couples.

## Publications
- (en) David Gale et LLoyd Shapley, « College Admissions and the Stability of Marriage », The American Mathematical Monthly, vol. 69,‎ 1962, p. 9-15